# Такаморі (Кумамото)

32°49′38″ пн. ш. 131°7′19″ сх. д. / 32.82722° пн. ш. 131.12194° сх. д.
Такаморі (яп. 高森町) — містечко в Японії, в повіті Асо префектури Кумамото.